# AeroDynamics
AeroDynamics is het debuutalbum van Synth.nl. Synth.nl, alias Michel van Ossenbrugge ,startte met muziek maken in 2006 tijdens een burn-out. Hij verzamelde echter al langere tijd analoge synthesizers en begon daarop te spelen. Terwijl hij zo aan het proberen was, maakte iemand hem attent op het Nederlandse platenlabel Groove Unlimited, dat gespecialiseerd is in elektronische muziek. Zo werd het contact gelegd met de Nederlandse Ron Boots, zelf ook uitvoerend musicus in het genre. Dat zou uiteindelijk resulteren in een reeks albums, maar ook in een gezamenlijk album Refuge en verre (2010).
AeroDynamics bevat elektronische muziek uit de Berlijnse School maar is opvallend licht van klank. Dit heeft zonder meer te maken met het thema aerodynamica. Van Ossenbrugge is zelf liefhebber van formule 1races, waarvan de geluiden door de tracks 1, 3 en 8 zijn gemixt. Daarnaast heeft hij als technicus in de luchtmacht gewerkt aan de F-16 Fighting Falcon, die aldus Van Ossenbrugge weliswaar aerodynamisch is, maar zonder motoraandrijving bijzonder snel uit de lucht zou vallen. Dat in tegenstelling tot zijn naamgever Valk (Falcon), die af en toe voldoende heeft aan thermiek. 

## Musici
- Michel van Ossenbrugge – synthesizers, elektronica

## Muziek
| Nr. | Titel        | Duur |
| --- | ------------ | ---- |
| 1.  | Scuderia     | 5:42 |
| 2.  | DownForce    | 6:20 |
| 3.  | Maranello    | 6:17 |
| 4.  | SuperSonic   | 5:30 |
| 5.  | Drag         | 4:37 |
| 6.  | Turbulence   | 6:12 |
| 7.  | Stall        | 4:28 |
| 8.  | Modena       | 6:17 |
| 9.  | AeroDynamics | 6:42 |
| 10. | Falcon       | 4:35 |
| 11. | AirFlow      | 5:30 |
| 12. | Lift         | 5:55 |